# Gare de Harelbeke
La gare de Harelbeke (en néerlandais : station Harelbeke) est une gare ferroviaire belge de la ligne 75, de Gand-Saint-Pierre à Mouscron (frontière), située à proximité du centre de la ville de Harelbeke dans la province de Flandre-Occidentale en Région flamande.
Elle est mise en service en 1839 par l'administration des chemins de fer de l'État belge. C'est une gare de la Société nationale des chemins de fer belges (SNCB) desservie par des trains InterCity (IC), Omnibus (L) et d'Heure de pointe (P).

## Situation ferroviaire
Établie à 16 mètres d'altitude, la gare de Harelbeke est située au point kilométrique (PK) 36,483 de la ligne 75, Gand-Saint-Pierre à Mouscron (frontière), entre les gares ouvertes de Waregem et de Courtrai.

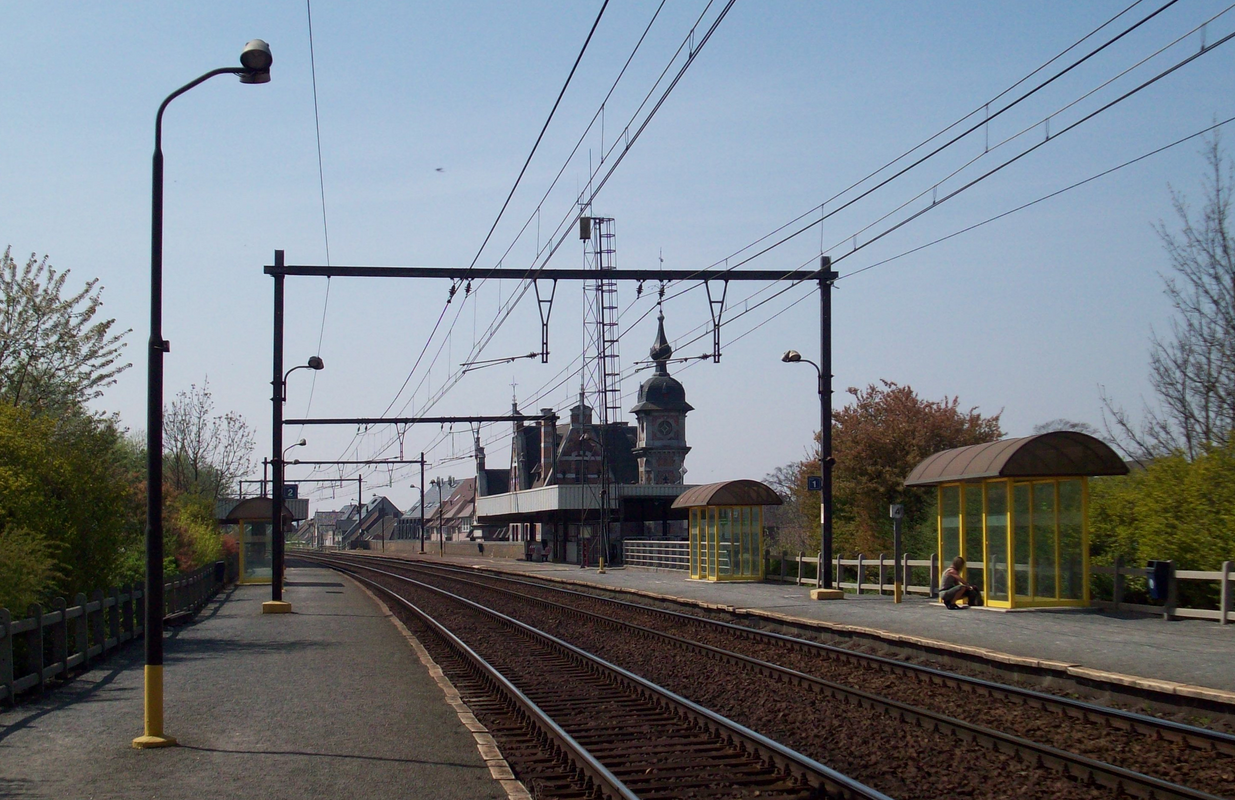
Intérieur de la gare et l'ancien bâtiment voyageurs.

## Histoire
La station de Harelbeke est mise en service le 22 septembre 1839 par l'administration des chemins de fer de l'État belge, lorsqu'elle ouvre à l'exploitation la section de De Pinte à Courtrai. 

## Service des voyageurs

### Accueil
Gare SNCB, elle dispose d'un bâtiment voyageurs, avec guichet, ouvert tous les jours. Des aménagements, équipements et services sont à la disposition des personnes à la mobilité réduite. Un buffet est présent en gare.
Un souterrain permet la traversée des voies et le passage d'un quai à l'autre.

### Desserte
Harelbeke est desservie par des trains InterCity (IC), Omnibus (L) et d’Heure de pointe (P) de la SNCB, qui effectuent des missions sur la ligne commerciale 75 (Gand - Mouscron - Lille-Flandres).

#### Semaine
En semaine, une relation cadencée à l’heure dessert Harelbeke :
- des trains IC-12 reliant Courtrai à Welkenraedt via Bruxelles et Liège (deux de ces trains sont prolongés depuis ou vers Ostende et quelques-uns sont limités à Louvain en milieu de journée).

Il existe aussi quelques trains supplémentaires ou d’heure de pointe :
- un unique train IC-04 circulant entre Anvers-Central et Courtrai (vers minuit)
- deux trains P de Poperinge à Schaerbeek (le matin)
- trois trains P de Courtrai à Gand-Saint-Pierre (le matin)
- un train P de Gand-Saint-Pierre à Courtrai (le matin), un autre vers midi et trois autres l’après midi
- deux trains P de Schaerbeek à Poperinge (l’après-midi)

#### Week-end et fériés
Les trains suivants s’arrêtent à Harelbeke :
- des trains L entre Courtrai et Malines, via Gand
- deux trains IC-04 reliant Anvers-Central à Courtrai (après minuit)
- un unique train P de Poperinge à Sint-Joris-Weert (près de Louvain) le dimanche en période scolaire

### Intermodalité
Un parc pour les vélos et un parking pour les véhicules y sont aménagés. Elle est desservie par des bus de De Lijn.

## Comptage voyageurs
Ce graphique et tableau montre le nombre de voyageurs embarquant en moyenne durant la semaine, le samedi et le dimanche.
| Nombre de passagers qui embarquent à la gare de Harelbeke | Nombre de passagers qui embarquent à la gare de Harelbeke | Nombre de passagers qui embarquent à la gare de Harelbeke | Nombre de passagers qui embarquent à la gare de Harelbeke |
|                                                           | Semaine                                                   | Samedi                                                    | Dimanche                                                  |
| --------------------------------------------------------- | --------------------------------------------------------- | --------------------------------------------------------- | --------------------------------------------------------- |
| 1977                                                      | 618                                                       | 115                                                       | 167                                                       |
| 1978                                                      | 558                                                       | 101                                                       | 161                                                       |
| 1979                                                      | 687                                                       | 85                                                        | 315                                                       |
| 1980                                                      | 629                                                       | 101                                                       | 158                                                       |
| 1981                                                      | 644                                                       | 137                                                       | 212                                                       |
| 1982                                                      | 711                                                       | 130                                                       | 230                                                       |
| 1983                                                      | 785                                                       | 128                                                       | 277                                                       |
| 1984                                                      | 677                                                       | 135                                                       | 179                                                       |
| 1985                                                      | 929                                                       | 153                                                       | 286                                                       |
| 1986                                                      | 931                                                       | 146                                                       | 296                                                       |
| 1987                                                      | 881                                                       | 111                                                       | 248                                                       |
| 1988                                                      | 896                                                       | 152                                                       | 285                                                       |
| 1989                                                      | 957                                                       | 171                                                       | 218                                                       |
| 1990                                                      | 721                                                       | 208                                                       | 294                                                       |
| 1991                                                      | 936                                                       | 183                                                       | 427                                                       |
| 1992                                                      | 940                                                       | 190                                                       | 298                                                       |
| 1993                                                      | 827                                                       | 213                                                       | 304                                                       |
| 1994                                                      | 906                                                       | 224                                                       | 339                                                       |
| 1995                                                      | 855                                                       | 184                                                       | 378                                                       |
| 1996                                                      | 925                                                       | 220                                                       | 385                                                       |
| 1997                                                      | 788                                                       | 287                                                       | 260                                                       |
| 1998                                                      | 770                                                       | 216                                                       | 344                                                       |
| 1999                                                      | 746                                                       | 162                                                       | 254                                                       |
| 2000                                                      | 797                                                       | 220                                                       | 318                                                       |
| 2001                                                      | 831                                                       | 206                                                       | 338                                                       |
| 2002                                                      | 790                                                       | 202                                                       | 402                                                       |
| 2003                                                      | 824                                                       | 298                                                       | 394                                                       |
| 2004                                                      | 731                                                       | 222                                                       | 412                                                       |
| 2005                                                      | 819                                                       | 238                                                       | 396                                                       |
| 2006                                                      | 889                                                       | 294                                                       | 482                                                       |
| 2007                                                      | 918                                                       | 240                                                       | 499                                                       |
| 2008                                                      | -                                                         | -                                                         | -                                                         |
| 2009                                                      | 1 039                                                     | 271                                                       | 430                                                       |
| 2010                                                      | -                                                         | -                                                         | -                                                         |
| 2011                                                      | -                                                         | -                                                         | -                                                         |
| 2012                                                      | 1 252                                                     | 370                                                       | 579                                                       |
| 2013                                                      | 1 289                                                     | 349                                                       | 398                                                       |
| 2014                                                      | 1 278                                                     | 399                                                       | 463                                                       |
| 2015                                                      | 1 068                                                     | 213                                                       | 467                                                       |
| 2016                                                      | 1 086                                                     | 281                                                       | 386                                                       |
| 2017                                                      | 1 172                                                     | 264                                                       | 324                                                       |
| 2018                                                      | 1 084                                                     | 246                                                       | 410                                                       |
| 2019                                                      | 1 076                                                     | 402                                                       | 436                                                       |
| 2020                                                      | 675                                                       | 178                                                       | 202                                                       |
| 2021                                                      | -                                                         | -                                                         | -                                                         |
| 2022                                                      | 1 086                                                     | 495                                                       | 579                                                       |
| 2023                                                      | 1 057                                                     | 435                                                       | 499                                                       |
| 2024                                                      | 865                                                       | 234                                                       | 268                                                       |

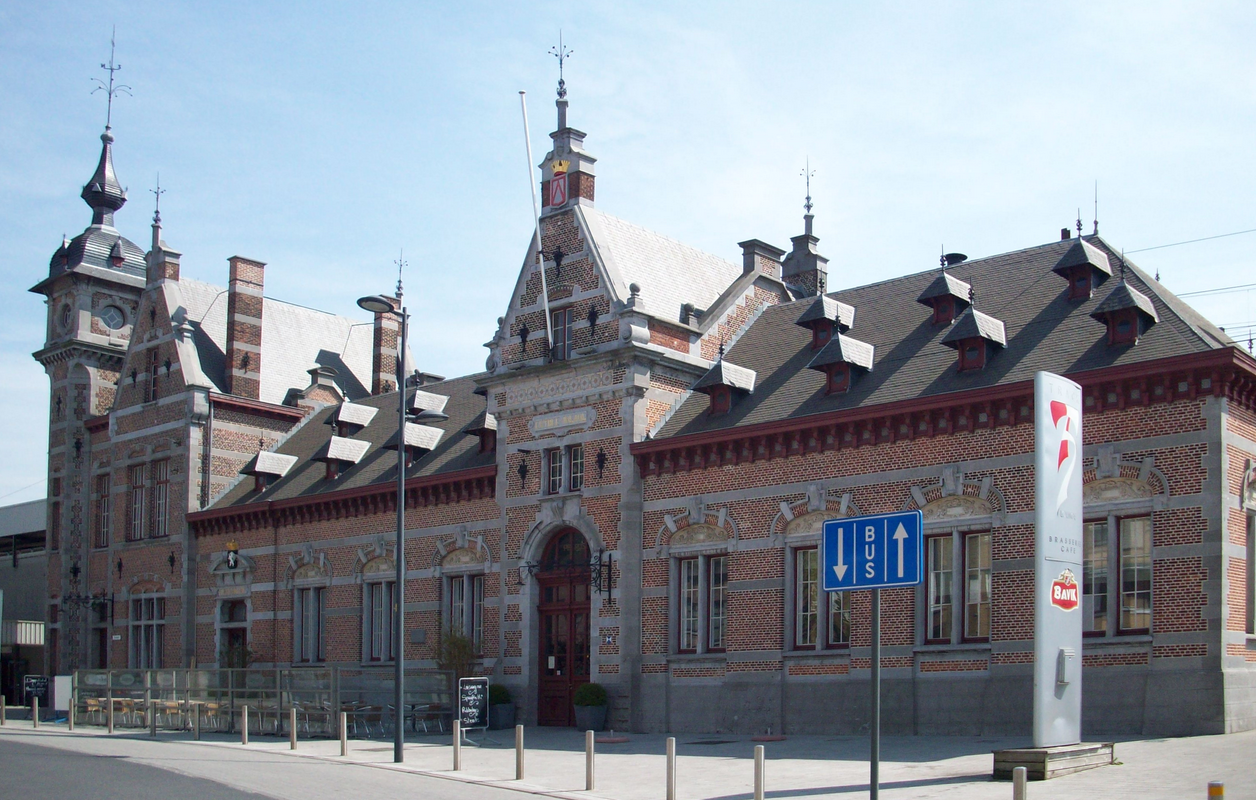
Ancien bâtiment voyageurs.
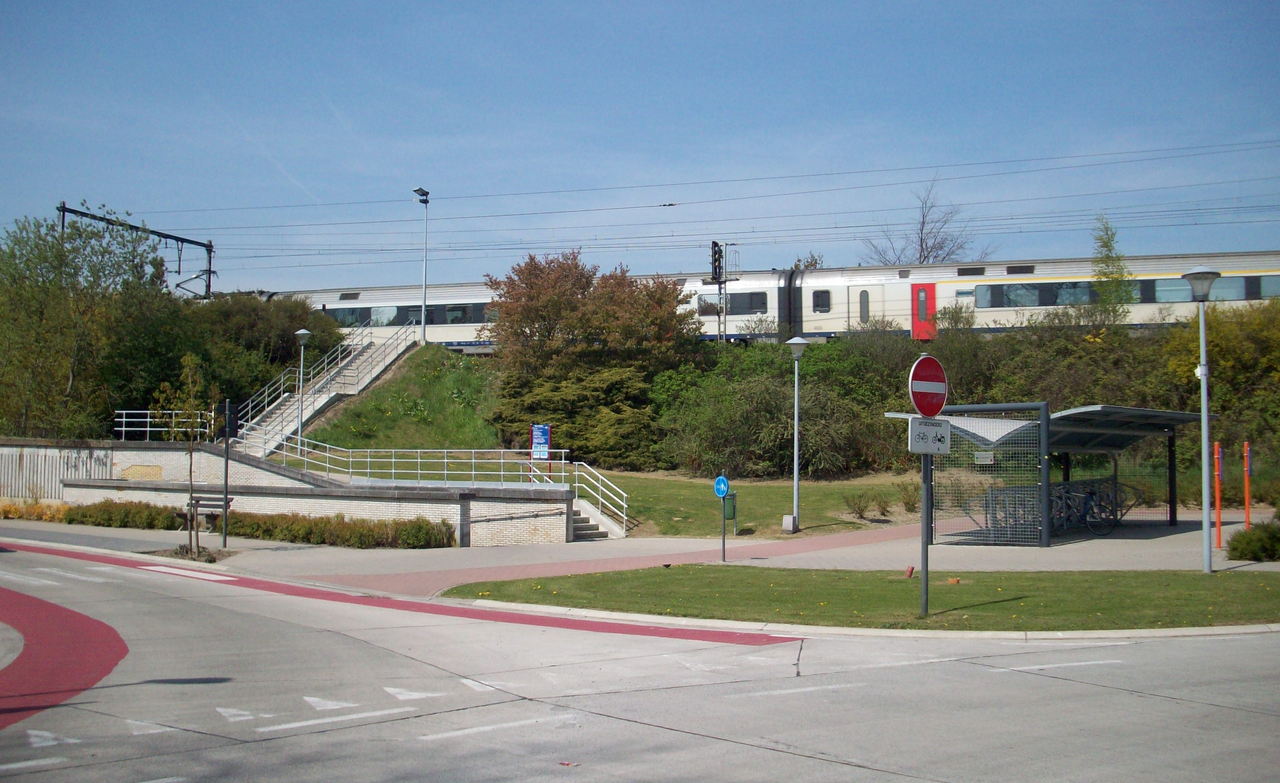
Parc à vélos et accès.
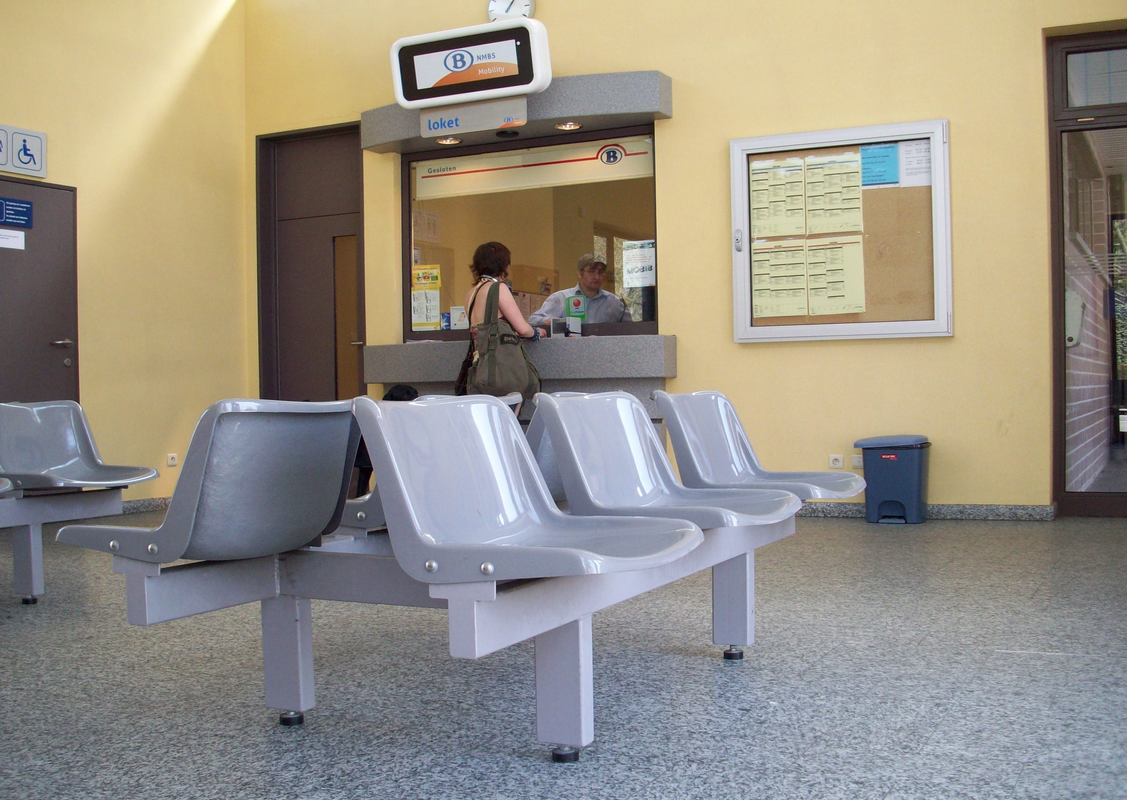
Guichet et salle d'attente.
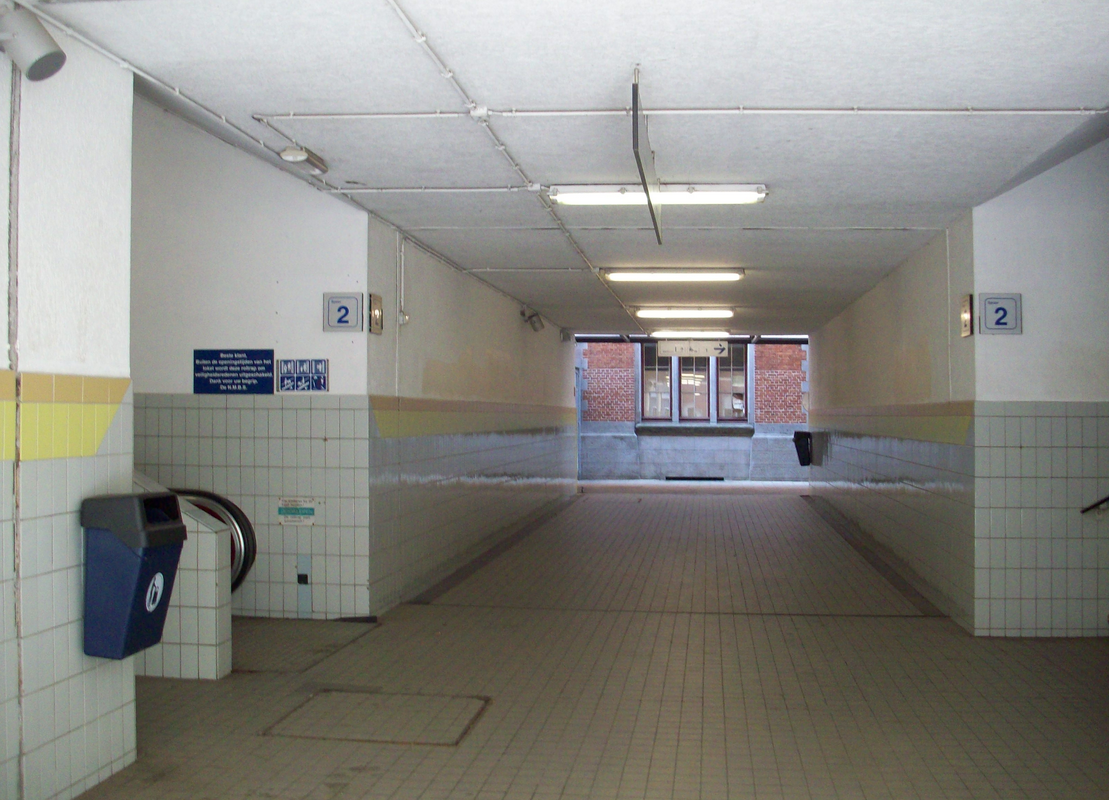
Souterrain.